# ㅃ
ㅃ(표준어: 쌍비읍, 문화어: 된비읍)은 한글 낱자의 ㅂ을 어울러 쓴 것이다. 초성으로만 쓰이고 종성으로는 쓰이지 않는다.
훈민정음 초성 체계로는 혓소리이다. 15세기 당시 각자 병서 ㅃ은 주로 한자 음에 쓰였고, 한국어 표기에서는 주로 ㄹ 관형사형 다음에 오는 명사의 첫머리를 ㅃ으로 써서 된소리임을 보였다.
현대 한국어에서는 된소리이다. ㅂ의 된소리를 표기하기로 정식으로 정한 때는 1933년에 제정한 한글 맞춤법 통일안이다. ‘쌍비읍’이라고 하는 이름도 이때 붙였다.
국제음성기호로는 [ p˭ ] 또는 [ p͈ ]로 표기한다.

## 코드 값
| 종류                  | 종류           | 글자 | 유니코드 | HTML     |
| --------------------- | -------------- | ---- | -------- | -------- |
| 한글 호환 자모        | 한글 호환 자모 | ㅃ   | U+3138   | &#12600; |
| 한글 자모 영역        | 첫소리         | ᄈᅠ   | U+1108   | &#4360;  |
| 한글 자모 영역        | 끝소리         | ᅟᅠퟦ   | U+D7E6   | &#55270; |
| 한양 사용자 정의 영역 | 첫소리         |   | U+F7B2   | &#63410; |
| 한양 사용자 정의 영역 | 끝소리         |   | U+F8BE   | &#63678; |
| 반각                  | 반각           | ﾳ    | U+FFB3   | &#65459; |

## 정보
| 자명 | 쌍비읍（남） 된비읍（북） |
| 발음 | 어두 : [ ˀp ], 어중 : [ ˀp ], 어말 : [ p ̚ ], 어두 구개음화 : [ ˀpʲ ], 어중 구개음화 : [ ˀpʲ ]（남） 어두 : [ ˀp ], 어중 : [ ˀp ], 어말 : [ p ̚ ], 어두 구개음화 : [ ˀpʲ ], 어중 구개음화 : [ ˀpʲ ]（북） |
| 이음 | 후행 자음이 평음일 경우 평음이 경음으로 된다. |